# النعيمة (درعا)
النعيمة هي قرية في جنوب سوريا، تتبع إداريًا لمحافظة درعا، وتقع شرق درعا. وفقًا للمكتب المركزي للإحصاء، بلغ عدد سكان النعيمة 7,472 في تعداد 2004.

## وصلات خارجية
- Map of town, Google Maps
- Deraa-map, 22L